# Pałac Herrenchiemsee
Nowy pałac Herrenchiemsee (niem. Neues Schloss Herrenchiemsee) – pałac położony na wyspie Herrenchiemsee, największej z wysp na jeziorze Chiemsee w południowej Bawarii. Niekiedy używa się nazwy pałac Herrenwörth (Neues Schloss Herrenwörth), jak niegdyś nazywano wyspę. Budowa pałacu na wzór podparyskiego Wersalu rozpoczęła się w 1878 za panowania króla bawarskiego Ludwika II Wittelsbacha. Głównym architektem budynku w stylu historyzmu był Georg von Dollmann, a projekt rozwinął Julius Hofmann. Pałac Herrenchiemsee był ostatnim wielkim przedsięwzięciem budowlanym Ludwika II; król mieszkał w nim tylko przez krótki czas. Śmierć monarchy w 1886 wstrzymała prace budowlane i projekt nie został dotąd zrealizowany w całości.
Pałacem zarządza Bayerische Verwaltung der staatlichen Schlösser, Gärten und Seen, agenda landu Bawaria. Zwiedzającym udostępniono wnętrza pałacu i otaczające go ogrody. W południowym skrzydle mieści się od 1987 Muzeum Ludwika II (König Ludwig II.-Museum).

## Historia

### Wyspa i projekty
Wyspa Herrenchiemsee już w średniowieczu była własnością klasztoru Herrenchiemsee, podległego biskupowi Chiemsee. Budynki zakonne mieściły się w północnej części wyspy. W 1803 w Bawarii przeprowadzono sekularyzację dóbr zakonnych i klasztor sprzedano pochodzącemu z Mannheim Carlowi von Lüneschloß. Niektóre z budynków zostały zburzone, a pozostałe przebudowane na tzw. stary pałac Herrenchiemsee (Altes Schloss Herrenchiemsee). W 1840 Herrenchiemsee kupił graf von Hunoltstein, by trzydzieści lat później, w 1870, wystawić posiadłość na sprzedaż. Nabywcą było wirtemberskie przedsiębiorstwo przeróbki drewna, które chciało wyciąć wszystkie lasy na wyspie. Plany te wywołały sprzeciw ludności i głośne protesty na łamach regionalnej prasy, co skierowało uwagę króla Ludwika II na wyspę.
Młody król wyjechał latem 1867 w dłuższą podróż po Francji, której najważniejszym punktem miało być zwiedzanie pałacu w Wersalu. Niespodziewana śmierć wuja, Ottona zmusiła króla do wcześniejszego powrotu i nie pozwoliła na obejrzenie pałacu, którego historią bardzo się interesował. W grudniu 1868 zlecił Georgowi von Dollmannowi zaprojektowanie refugium na wzór francuskich pałaców, które miało stanąć w dolinie Graswang, w pobliżu pałacu Linderhof. Założenie miało nosić nazwę Meicost Ettal albo Tmeicos Ettal, która stanowiła anagram zdania „L’état c’est moi” („Państwo to ja“), z którego zasłynął francuski król Ludwik XIV.
Na życzenie Ludwika Bawarskiego projekt był wielokrotnie zmieniany. Początkowo miał to być pawilon o wielkości podobnej do pałacu Petit Trianon albo pałacu w Marly-le-Roi, w którym miała się znaleźć miniaturowa wersja wersalskiej Sali Lustrzanej i którego fasada od strony ogrodu wzorowałaby się na tej z pierwowzoru. Pierwotnie przedstawiony projekt nie spełnił oczekiwań króla i rozrastał się z każdą przeróbką. Rozmiary założenia pałacowego według późniejszych wersji nie pozwalały na jego realizację w dolinie Graswang, więc król skupił się wówczas na rozbudowie pałacu Linderhof.
Kolejną podróż do Francji Ludwik II planował na rok 1870, ale ze względu na niepewną sytuację polityczną – w tym roku wybuchła wojna francusko-pruska – zrezygnował z tego pomysłu. Ostatecznie udało mu się osobiście zwiedzić Wersal latem 1874. Francuski rząd uświetnił 29 sierpnia urodziny goszczącego wtedy władcy Bawarii pokazem fontann. Pod wrażeniem podróży król napisał jesienią 1874 do grafa Dürckheim-Montmartin tak:

...jak cudowny sen wspominam moją podróż do Francji i to, że wreszcie ujrzałem ubóstwiany Wersal.

(…wie an einen wundervollen Traum gedenke ich an meine Reise nach Frankreich, das endlich erschaute, angebetete Versailles.)

Ludwik II nie porzucił zamiaru stworzenia Meicost Ettal. Po powrocie z Francji wznowił prace nad projektem. Rok wcześniej nabył wyspę Herreninsel za cenę 350 000 guldenów. Choć płaski region Chiemgau z licznymi jeziorami mniej odpowiadał królowi niż górskie otoczenie Linderhofu, to wyspa ze względu na swoje rozmiary i położenie na uboczu okazała się znakomitym miejscem na realizację planów. Planowany w dolinie Graswang pawilon rozrósł się w najpierw jednoskrzydłowy budynek w duchu wersalskiego Corps de logis, później uzupełniony o boczne skrzydła, które jeszcze zostały rozszerzone. Von Dollmann wykonał 13 wersji projektu.

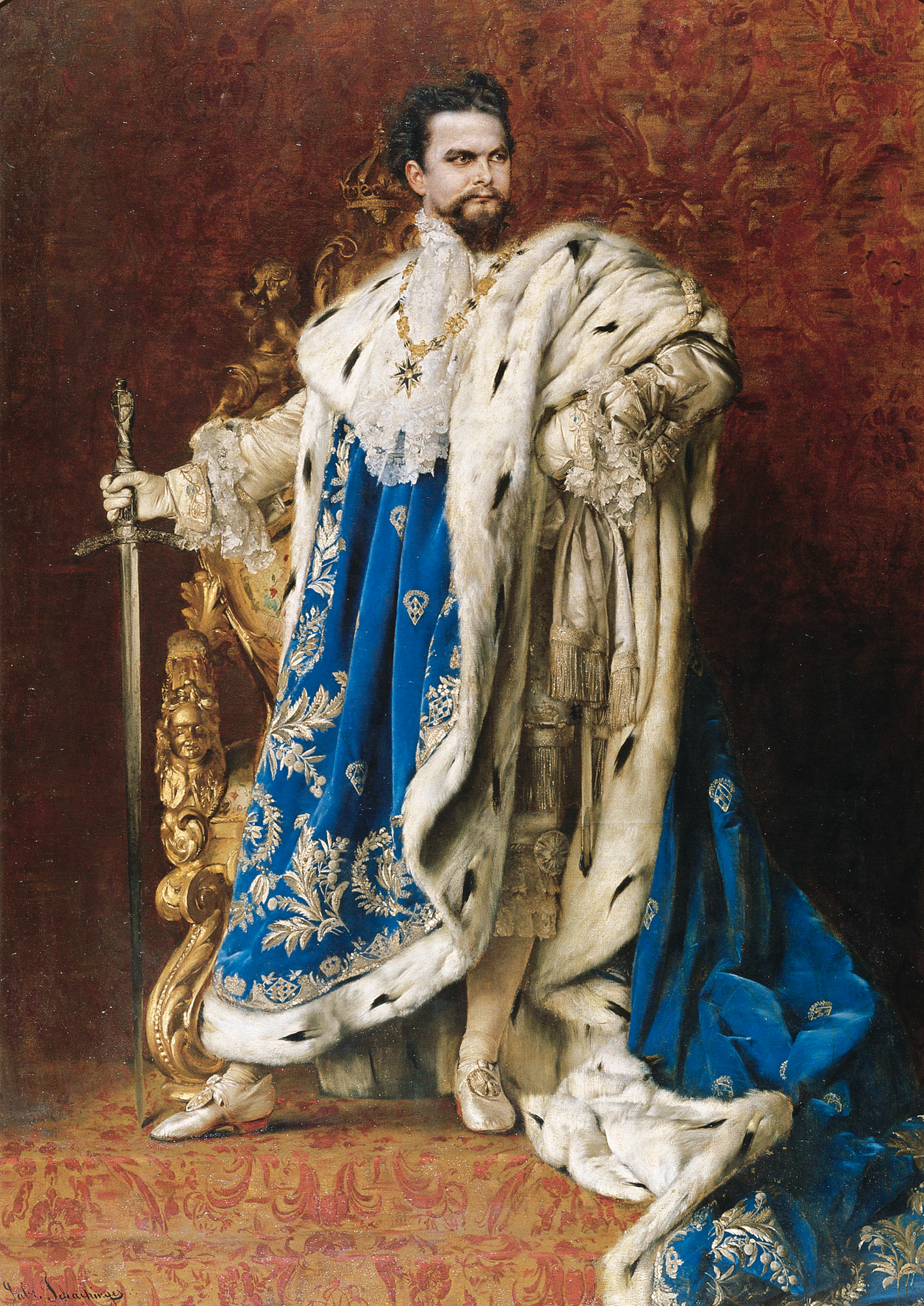
Portret Ludwika II autorstwa Gabriela Schachingera. Obraz został ukończony już po śmierci władcy i przypomina słynny portret Króla Słońce pędzla Hyacinthe Rigaud. Portret zdobi wnętrze pałacu Herrenchiemsee

### Zamek w czasach Ludwika II
Król pojawił się po raz pierwszy na wyspie w 1875. Kamień węgielny wmurowano 21 maja 1878. Król nieregularnie odwiedzał plac budowy i zatrzymywał się wówczas w starym pałacu, gdzie urządził sobie w tym celu niewielkie mieszkanie. W 1881 uroczyście przekazano mu właśnie ukończoną reprezentacyjną sypialnię (Prunkschlafzimmer) i odtąd każdej jesieni Ludwik II spędzał na wyspie kilka dni aż do 1885.
Bawarski król był wielbicielem znanego jako Król Słońce Ludwika XIV, inicjatora budowy pałacu w Wersalu. Podobnie jak „rycerski zamek” Neuschwanstein miał oddawać nastrój średniowiecza i nawiązywać do dzieł Richarda Wagnera, tak pałac Herrenchiemsee miał być hołdem dla francuskich królów z dynastii Burbonów. Oba zamki w rozumieniu króla symbolicznie odwoływały się do boskiego prawa królów, nieograniczonej i danej przez Boga władzy, z której Ludwik II, jako głowa monarchii konstytucyjnej nie mógł swobodnie korzystać. Podobnie jak kilka lat wcześniej Neuschwanstein, także Herrenchiemsee nie miał stanowić siedziby rządu ani dworu i mimo swoich rozmiarów miał być jedynie prywatną rezydencją stroniącego od towarzystwa króla, który miał stosunkowo nieliczną służbę. Obowiązki władcy w dużej mierze zostały przekazane dworskim sekretarzom. Nowy pałac na Herreninsel odróżniał się tym samym znacząco od Wersalu, w którym nie istniało pojęcie prywatności i który przez ponad 100 lat stanowił centrum życia towarzyskiego, kulturalnego i politycznego Francji.
Przedwczesna śmierć Ludwika Bawarskiego latem 1886 nie pozwoliła władcy na korzystanie z wybudowanego wysokim kosztem pałacu. Po raz pierwszy na dłużej król zatrzymał się w budynku dopiero po wykończeniu prywatnych komnat, od 7 do 16 września 1885. Gościł w tym czasie aktorkę, Marie Dahn-Hausmann. Wizyta króla stawiała wysokie wymagania przed administratorami: Sala Lustrzana musiała być w pełni oświetlona każdego wieczora, a klatki schodowe przystrojone w wiązanki kwiatowe. Wymalowane parawany osłaniały nieurządzone jeszcze fragmenty ogrodów i komnaty.
Pałac Herrenchiemsee był najdroższym spośród zamków i pałaców Ludwika II, który swoje zamierzenia architektoniczne finansował z własnego majątku, apanaży, dotacji i licznych kredytów. Wstępny kosztorys opiewał na 5,7 mln marek, ale wydatki do śmierci króla osiągnęły niemal trzykrotność tej kwoty – 16,6 mln marek. Przewyższało to łączną sumę wydaną na pałac Linderhof i zamek Neuschwanstein (na które planowano wydać 6,7 mln i wydano 14,7 mln marek). Sama sypialnia kosztowała 384 000 guldenów, a do dekoracji wnętrz użyto aż 4,5 kilograma płatków złota. Długi doprowadziły króla na skraj bankructwa i w połączeniu z niechęcią do sprawowania rządów sprawiły, że w 1886 odebrano mu władzę. Rozpowszechniona opinia, jakoby Ludwik Bawarski budową pałaców zrujnował budżet kraju, jest jednak nieprawdziwa. Rozliczne prace budowlane ożywiły nawet bawarską gospodarkę. O ile było to tylko możliwe, zlecenia otrzymywały przedsiębiorstwa z królestwa Bawarii. Monachium stało się jednym z najważniejszych centrów rzemiosła artystycznego w niemieckim obszarze językowym.

### Udostępnienie zamku publiczności

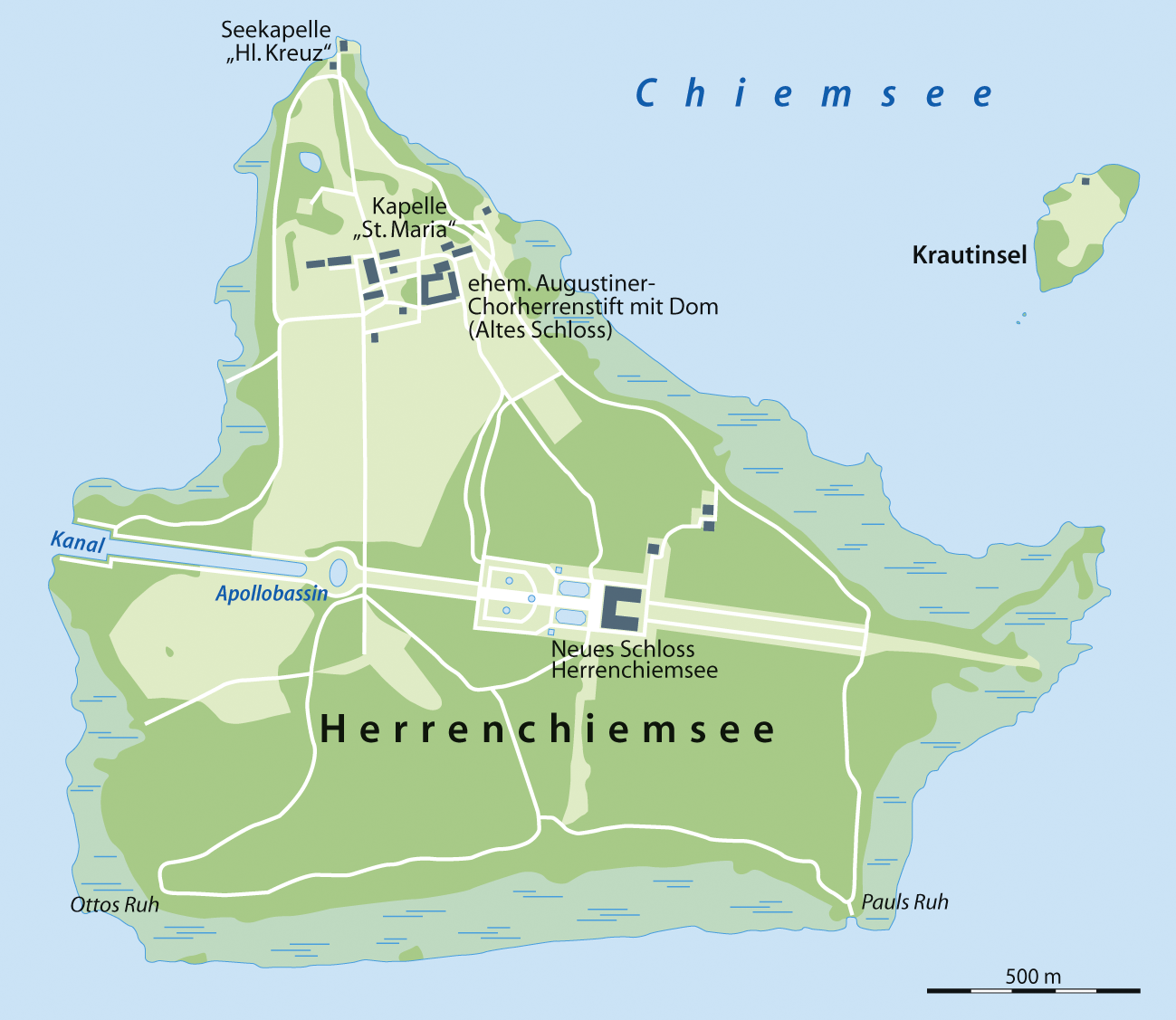
Poglądowa mapka wyspy z zaznaczonym starym i nowym pałacem

Ludwik Bawarski nie chciał udostępniać Herrenchiemsee, podobnie jak innych swoich pałaców publiczności i życzył sobie, by po jego śmierci zniszczono je. Zarządcy majątku królewskiego zdecydowali jednak inaczej i już kilka tygodni po śmierci króla, w sierpniu 1886 można było je zwiedzać. Pałac Herrenchiemsee, będący królewską rezydencją tylko przez kilka dni, nie odegrał zauważalnej roli w historii Bawarii i niemal od ukończenia służy jako muzeum. Po zmianie ustroju Niemiec pałac przekazano w 1918 tzw. Verwaltung des ehemaligen Kronguts (Zarząd dawnych dóbr królewskich), z którego wywodzi się powstałe w 1932 Bayerische Schlösserverwaltung (Administracja bawarskich zamków i pałaców). Okres II wojny światowej pałac przetrwał, jako położony z dala od teatru działań wojennych, bez żadnych zniszczeń. W 1948 w sąsiednim starym zamku (Altes Schloss) obradowało zgromadzenie Verfassungskonvent zur Vorbereitung des Grundgesetzes, którego zadaniem było przygotowanie projektu konstytucji Niemiec.
Często określany mianem „Bawarskiego Wersalu” pałac należy wraz z Linderhofem i Neuschwanstein do najbardziej znanych atrakcji turystycznych Niemiec. W 2009 wszystkie trzy „pałace Ludwika” odwiedziło 2 131 482 turystów, z czego 435 451 przypadało na Herrenchiemsee. Zarządca w latach 1965–2006 zainwestował 53 miliony euro w budynki na wyspie Herreninsel. Pałac Herrenchiemsee był centralnym punktem bawarskiej Wystawy Krajowej (Landesausstellung) w 2011 pod hasłem „Zmierzch bogów – król Ludwik II i jego czasy” (Götterdämmerung – König Ludwig II. und seine Zeit). W ramach przygotowań do wystawy odrestaurowano dziedziniec – tzw. Marmorhof – i urządzono ekspozycje w nieukończonym północnym skrzydle. Na prace w tej części pałacu, służącej dotąd jako magazyn, przeznaczono 4,9 mln euro. W 2025 roku został umieszczony na liście światowego dziedzictwa UNESCO w ramach wpisu pod nazwą Pałace Ludwika II Bawarskiego: Neuschwanstein, Linderhof, Schachen i Herrenchiemsee.
Pałac Herrenchiemsee jest udostępniony do zwiedzania przez cały rok. Komnaty urządzone za czasów Ludwika II można obejrzeć z przewodnikiem. Część nieukończonych komnat w południowym skrzydle mieści od 1987 muzeum poświęcone królowi, podzielone na dwie części: dotyczącą życia władcy i poświęconą jego budynkom. Największą atrakcją jest zrekonstruowana z użyciem oryginalnych elementów pierwsza sypialnia króla, która ustąpiła potem miejsca większej z 1884. W Sali Lustrzanej odbywa się corocznie festiwal Herrenchiemsee-Festspiele. Na wyspę można dotrzeć jedynie promem. Przystań przy starym pałacu jest obsługiwana przez promy z Prien am Chiemsee.

## Pałac

### Budynek
Pierwsze plany pałacu nakreślił Georg von Dollmann, któremu powierzono w 1878 kierowanie budową i funkcję tę pełnił do 1884, kiedy to zastąpił go Julius Hofmann. Na wschodnim brzegu wyspy urządzono tartak parowy, a materiały budowlane transportowano specjalnie wybudowaną koleją. Podstawowym budulcem była cegła, a elewacje otynkowano albo ozdobiono kamieniem naturalnym. Część surowca pochodziła bezpośrednio z wyspy Herrenchiemsee, z dawnego kamieniołomu klasztornego. Prace budowlane nad głównym budynkiem rozpoczęły się wiosną 1878, stan surowy osiągnięto w styczniu 1879, a do 1881 zakończono prace nad zewnętrznymi fasadami i ich dekoracjami. Wykańczanie i urządzanie wnętrz trwało do 1885.

#### Wygląd zewnętrzny
Bryła pałacu jest nieskomplikowana. Budynek liczy trzy kondygnacje i składa się z trzech czworobocznych skrzydeł, ułożonych w kształcie podkowy i okalających reprezentacyjny dziedziniec. Zwrócone na zachód, w kierunku ogrodów skrzydło liczy 23 segmenty, a boczne, północne i południowe – osiemnaście.
Długa na prawie 100 metrów fasada od strony ogrodu i krótsze boczne niemal dosłownie kopiują wygląd swoich odpowiedników w wersalskim pałacu, powstałych w stylu klasycystycznego baroku. Płaskie, słabo zdobione elewacje sprawiają dość surowe wrażenie, łagodzone płaskimi ryzalitami. Parter jest ozdobiony skromnie. Wyższa kondygnacja (piano nobile), z komnatami dworskimi została podkreślona wysokimi oknami zamkniętymi półkoliście, pilastrami i rzędami kolumn. Ostatnie piętro wieńczy attyka w formie balustrady z wazami i rzeźbami, ukrywająca płaski dach. Posągi przedstawiają alegorie cnót, nauk i sztuk.
Frontowe elewacje, w przeciwieństwie do tych od strony ogrodu, nie są zwykłymi kopiami. Pałac w Wersalu był przebudowywany wielokrotnie w ciągu wieków swojego istnienia. Jego dziedziniec stał się centrum rozległego założenia, które wyrosło z małego pałacu myśliwskiego Ludwika XIII. Elewacja otaczająca wersalski dziedziniec była utrzymana jeszcze w stylu panującego za czasów Ludwika XIII wczesnego baroku francuskiego, do którego Ludwik II Bawarski nie chciał nawiązywać w planowanym dla siebie pałacu na wyspie Herrenchiemsee. Jedynym elementem tej strony, zaczerpniętym z wersalskiego pierwowzoru, jest podparty ośmioma kolumnami balkon królewskiej sypialni. Ostatecznie styl ścian pałacu Herrenchiemsee od strony dziedzińca nawiązuje do elewacji ogrodowych, tyle że z uproszczonymi zdobieniami. Ludwik XV planował w połowie XVIII wieku przebudowę tych elewacji pałacu wersalskiego w styl przypominający obecne elewacje pałacu Herrenchiemsee. Projekt francuskiego króla nie został jednak zrealizowany. Wbrew barokowym teoriom architektonicznym główne wejście do pałacu nie znajdowało się od strony dziedzińca, gdyż nie wybudowano przystani na wschodnim brzegu wyspy i goście musieli korzystać z drugiej, położonej od strony ogrodu na północnym brzegu.

#### Nieukończony pałac

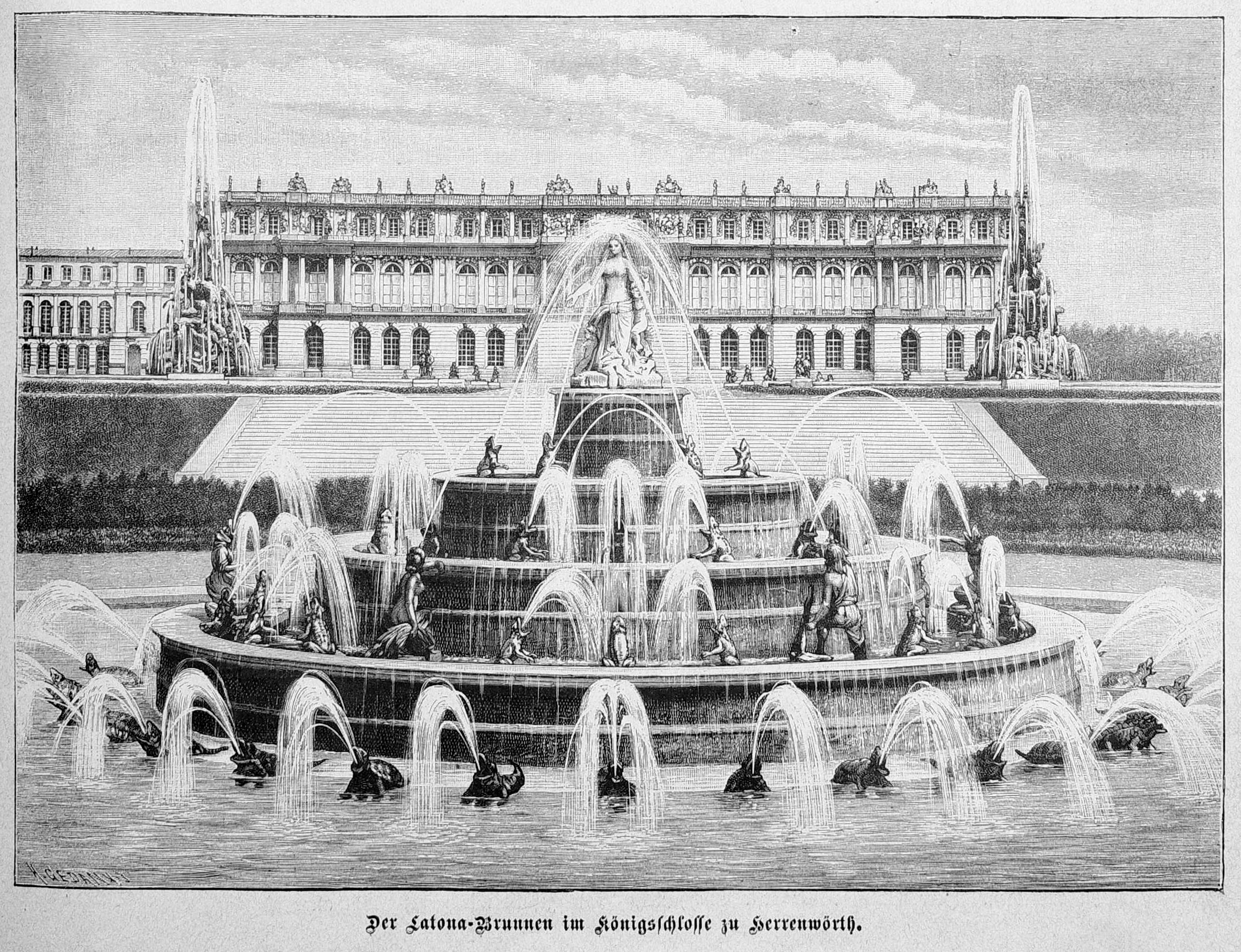
Pałac Herrenchiemsee przed zburzeniem północnego skrzydła (po lewej), grafika z 1887

W 1886 ze względu na trudności z finansowaniem wstrzymano większość prac budowlanych w Herrenchiemsee. Ukończona była wtedy jedynie główna, trójskrzydłowa część budynku. W swojej obecnej postaci pałac obejmuje więc tylko główny korpus. Projekty przewidywały bardziej rozbudowaną formę, nawiązującą do wieloskrzydłowego pałacu wersalskiego. Podkowiasta część miała być rozbudowana o dwa, długie na 124 metry skrzydła boczne oraz budynki dworskie od wschodniej strony. Rozległe skrzydła północne i południowe pałacu w Wersalu składały się z dwóch równoległych części każde, połączonych licznymi przejściami; w Herrenchiemsee miały być jednoczęściowe. Północne skrzydło, prostopadłe do północnej części Corps de logis, było w momencie śmierci Ludwika II w trakcie budowy, a z odpowiadającego mu południowego istniały jedynie fundamenty. Ze względu na brak pomysłu co do zagospodarowania północnego skrzydła i dla zachowania symetrii pałacu zdecydowano się w 1907 wyburzyć tę część budynku i przywrócić mu kształt litery U.

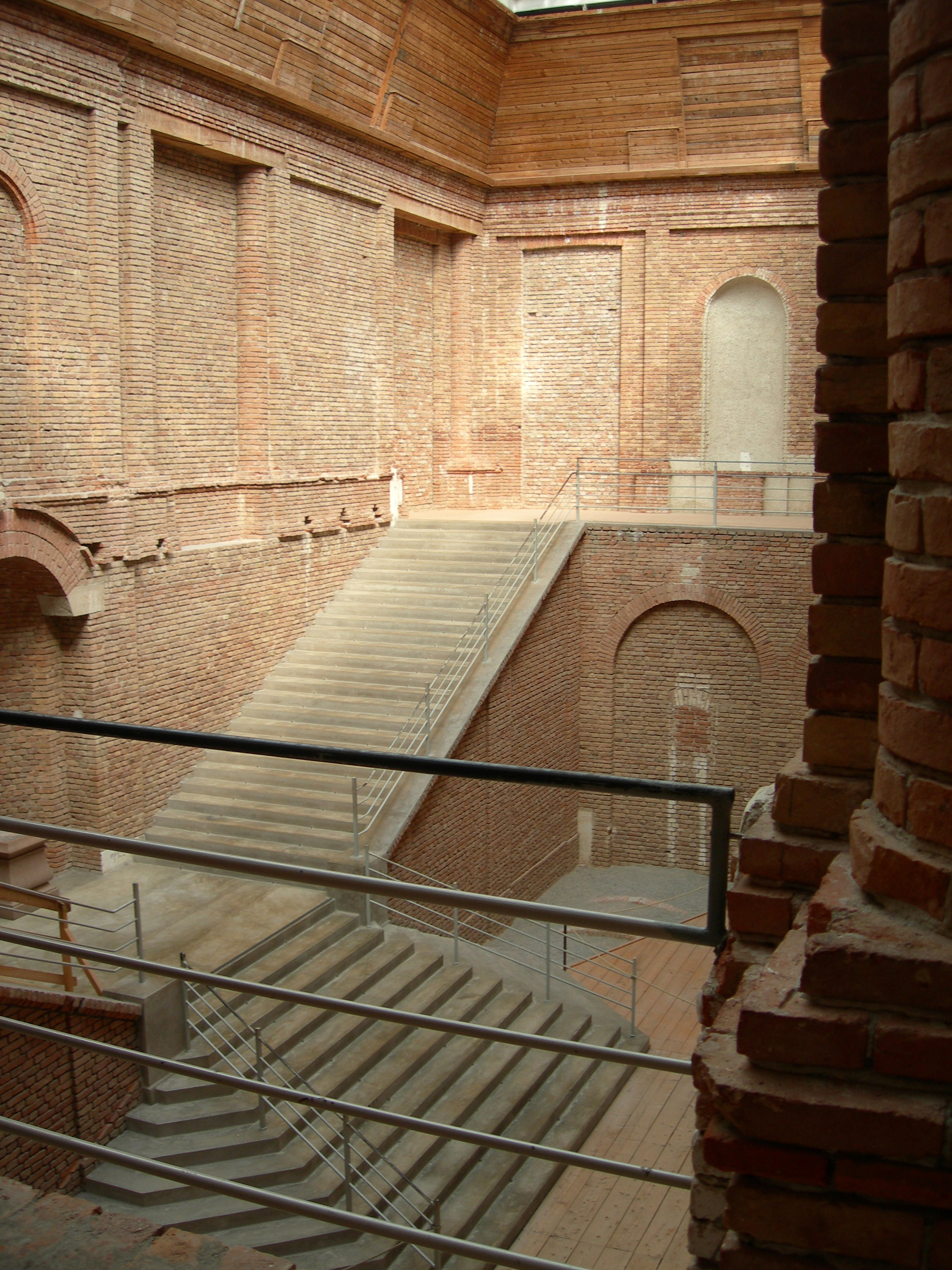
Niedokończona północna klatka schodowa

Podobnie jak w przypadku pierwowzoru, także w Herrenchiemsee zaplanowano kaplicę królewską, przyległą do zewnętrznego północnego skrzydła. W 1886 prace nad nią, budynkami dworskimi i stajniami, które miały znajdować się na wschód od dziedzińca, nawet się nie rozpoczęły i pozostały już tylko w sferze planów. Symetrycznie do kaplicy, po drugiej stronie w południowym skrzydle miał się znajdować teatr, który jednak został usunięty z projektu jeszcze w 1876, przed rozpoczęciem przedsięwzięcia. Projekt zakładał realizację królewskich komnat mieszkalnych i reprezentacyjnych, które udało się w większości przygotować do 1885, natomiast brakowało koncepcji wykorzystania pozostałych pomieszczeń, przez co wiele z nich nie zostało wykończonych w ogóle. Kilka nieużywanych pomieszczeń w południowym skrzydle zajęło w XX wieku Muzeum Króla Ludwika (König-Ludwig-Museum). Puste przestrzenie w północnym skrzydle zostały w 2009 wyposażone w infrastrukturę techniczną i mają pełnić funkcję wystawową. W 2011 odbyła się w nich wielka wystawa krajowa poświęcona Ludwikowi II i jego epoce.

#### Styl
Pałac Herrenchiemsee należy do ostatnich wielkich przedsięwzięć związanych z budową pałacu na obszarze niemieckojęzycznym. Budynek stanowi jaskrawy wyjątek w architekturze XIX wieku. W przeciwieństwie do większości budynków z epoki nie jest romantyczną budowlą w duchu historyzmu, jak np. Neuschwanstein albo pałac Stolzenfels, ale z zewnątrz zmienioną tylko w szczegółach kopią istniejącego budynku. Nie można przy tym Herrenchiemsee traktować jako dosłownej kopii, gdyż doprowadził niejednorodny stylistycznie pierwowzór z XVII i XVIII wieku do spójnej postaci. Na wzór Wersalu wybudowano w stylu klasycystycznego baroku fasadę od strony ogrodu, komnaty reprezentacyjne, a w duchu eklektyzmu uzupełniono o elewacje od strony dziedzińca, rokokowe komnaty królewskie i techniczne nowinki, jak np. podnoszony stół jadalny i szklany dach klatki schodowej. Choć pałac nie został ukończony w planowanej formie, obecna postać jest opisywana jako spójna estetycznie.

### Wnętrza
Jak Pan wie, duże komnaty będą utrzymane w stylu Ludwika XIV, mniejsze – w stylu Ludwika XV.

(Wie Sie wüßten, kommen die großen Appartements im Style Ludwigs XIV, die kleinen Appartements im Style Ludwigs XV.)

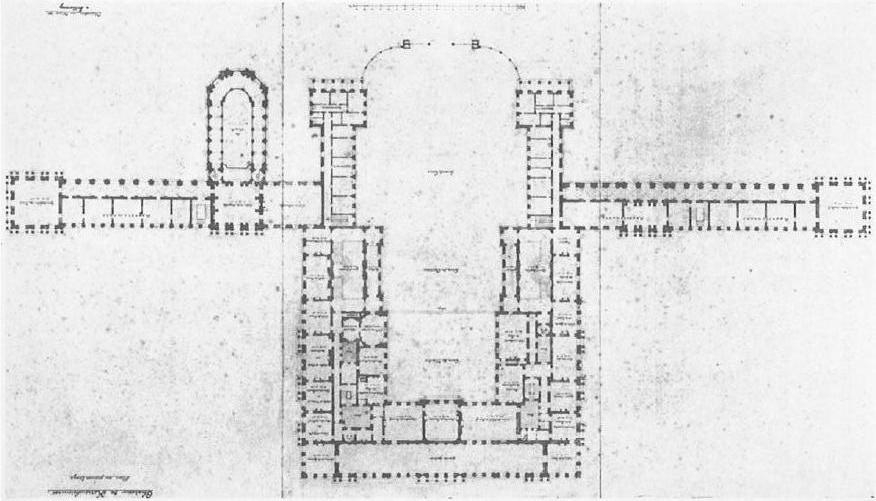
Zarys założenia pałacowego, w górnej części widoczne niezrealizowane boczne skrzydła

Pomieszczenia ukończone jeszcze w czasach króla Ludwika Bawarskiego znajdują się niemal wyłącznie na pierwszym piętrze pałacu. Poddasze i parter były wówczas w stanie surowym, niewykończone. Do wyjątków należał westybul, marmurowa łaźnia z przyległą do niej przebieralnią oraz pomieszczenie techniczne pod jadalnią. Urządzanie komnat przebiegało w dwóch etapach: dziewięć reprezentacyjnych, na wzór wersalski wykończył Georg von Dollmann do 1881, zaś za komnaty królewskie, ukończone do 1885 r., odpowiadali Julius Hofmann i Franz Paul Stulberger. Wśród zaangażowanych malarzy byli m.in. Wilhelm Hauschild, Ferdinand von Piloty, Ludwig Lesker i Franz Widnmann. Niektórzy z artystów wyjechali na polecenie Ludwika II do Wersalu, by mogli osobiście zapoznać się z tamtejszym wystrojem. Tematyka scen przedstawionych w Herrenchiemsee nawiązuje do oryginału: życie i panowanie francuskiego Króla Słońce, sceny i alegorie z mitologii rzymskiej i greckiej. W komnatach mieszkalnych umieszczono podobne motywy, uzupełnione o sceny z życia Ludwika XV i jego dworu. Do francuskiego pałacu nie nawiązuje za to umeblowanie, gdyż większość mebli wersalskich zaginęła albo została wyprzedana podczas rewolucji francuskiej w 1789 i Wiosny Ludów w 1848.
Ludwik Bawarski zdecydował się wyposażyć Herrenchiemsee, podobnie jak Neuschwanstein i pałac Linderhof, w nowoczesne urządzenia. Liczne pomieszczenia w Wersalu były trudne albo wręcz niemożliwe do ogrzania ze względu na swoje rozmiary i częstokroć brak kominków. Herrenchiemsee był pod tym względem komfortowy, jak na swoje czasy: prócz kominków komnaty były wyposażone w instalację centralnego ogrzewania gorącym powietrzem, która była zasilana z kotła w podpiwniczeniu.

#### Pomieszczenia reprezentacyjne
Pokoje reprezentacyjne mieszczą się wzdłuż skierowanej na ogród części pałacu oraz od zachodniej i południowej strony dziedzińca. Są najważniejszą częścią Herrenchiemsee i wraz z wariacją na temat wersalskiej Sali Lustrzanej i zdobionej sypialni od początku stanowiły główne elementy projektu Meicost Ettal. Ciąg komnat reprezentacyjnych wyraźnie czerpie z komnat Appartement du Roi, urządzonych w stylu Ludwika XIV, różni się jednak wielkością, wyposażeniem i położeniem. O wadze, jaką król Ludwik Bawarski przykładał do tych pomieszczeń niech świadczy fakt, że pierwsze zlecenia na materiały i obicia zostały złożone już w 1875, trzy lata przed wmurowaniem kamienia węgielnego. Komnaty podczas krótkiego pobytu króla służyły jedynie jako pomnik i nie musiały spełniać roli dworskich pomieszczeń.
Pierwszym pomieszczeniem części reprezentacyjnej jest wielka klatka schodowa w południowym skrzydle, wzorowana na Escalier des Ambassadeurs (Schodach Poselskich). Schody są umiejscowione w części, w której w pałacu wersalskim znajdują się o wiele mniejsze schodki. Reprezentacyjne schody w Wersalu mieszczą się w północnym skrzydle. We francuskim pałacu ta część została przebudowana już w XVIII wieku i przy tej okazji urządzono kolejne komnaty. Zachowały się liczne oryginalne sztychy i plany sprzed przebudowy, co umożliwiło wierną rekonstrukcję tej części w pierwotnej postaci w Herrenchiemsee. Jedynym odstępstwem jest żelazno-szklany świetlik. Za schodami mieści się Hartschiersaal, nazwana tak od żołnierzy straży przybocznej bawarskich królów i wzorowana na wersalskiej Salle des Gardes oraz pierwszy przedpokój, odpowiednik Première Antichambre. W tym ostatnim w Wersalu odbywały się publiczne posiłki króla, a pomieszczenie było też znane jako „salon wielkiego obrusu”. Za pierwszym przedpokojem leży drugi przedpokój, Ochsenaugensaal, który swoją nazwę bierze od dwóch owalnych okienek przy gzymsie, wolich oczek (Ochsenauge). Pomieszczenie mieści się od strony dziedzińca, po zachodniej stronie i przewyższa rozmiarami jego francuski odpowiednik, co wymagało od Dollmanna zmniejszenia wewnętrznego dziedzińca. We francuskim ceremoniale dworskim sala służyła jako pomieszczenie, w którym dworzanie oczekiwali porankiem na obudzenie się króla, za to w Herrenchiemsee, podobnie jak pozostałe pokoje reprezentacyjne, była jedynie prywatnym eksponatem.
Kolejną komnatą jest reprezentacyjna sypialnia (Prunkschlafzimmer), centralny punkt pałacu. W analogicznym miejscu mieści się od 1701 sławna sypialnia Króla Słońce w Wersalu. Jako miejsce lever (wstawania) i coucher (kładzenia się spać) króla stanowiła ważne miejsce codziennego ceremoniału dworskiego. Ludwik Bawarski nigdy nie korzystał z niej jako sypialni, ale bardzo ją cenił. Christian Jank i Angelo Quaglio przygotowali na podstawie szkiców trójwymiarowe modele, które były wielokrotnie przerabiane. W stosunku do pierwowzoru sypialnia w Herrenchiemsee jest większa i kosztowniej wyposażona. Oryginalne są np. kolorowe lunety i szykowne łoże, oddzielone balustradą od reszty pokoju. Całość jest utrzymana w złoto-czerwonej tonacji kolorystycznej. Czerwień miała symbolizować Ludwika XIV. Sypialnia została ukończona już w 1881, jako pierwsza komnata w pałacu i przekazana do użytku królowi, który pojawił się z tej okazji 18 września. Do sypialni przylega tzw. Sala Obrad (Beratungssaal), podobna w umiejscowieniu i wystroju do gabinetu w Wersalu, urządzonego dopiero za panowania Ludwika XV. Wystrój wzbogacono o szerokie gzymsy i malowany sufit.
Kulminacyjną komnatą części reprezentacyjnej jest wielka Sala Lustrzana (Spiegelsaal), która wraz z narożnymi Salonem Pokoju i Salonem Wojny stanowi jedną całość tematyczną. Galeria luster rozciąga się na długość 75 metrów, o dwa więcej niż ta w podparyskim pałacu. Pomieszczenie wraz z salonami ma 98 metrów długości i zajmuje całą zachodnią stronę pałacu. Widoczne z zewnątrz od strony ogrodu poddasze jest tylko imitacją, gdyż za kwadratowymi oknami kryje się sufit wysokiego prawie na 13 m pomieszczenia. Siedemnaście wielkich luster znajduje się naprzeciwko tylu samo półokrągłych okien, przez które rozpościera się widok na ogrody. Światło odbija się w całym pomieszczeniu oraz w kryształowych elementach 33 żyrandoli i 44 kandelabrów. Prócz nich salę zdobią złocone dekoracje z gipsu i drewna oraz marmurowe popiersia rzymskich cesarzy i posągi bogów rzymskich. Plafony są, z niewielkimi wyjątkami, kopiami wersalskich i przedstawiają najważniejsze wyprawy wojenne Ludwika XIV. W malowidła wkomponowano trójwymiarowe zdobienia, co jest techniką typową dla Bawarii.

#### Komnaty mieszkalne króla
Komnaty mieszkalne króla mieszczą się na pierwszym piętrze północnego skrzydła, od strony dziedzińca. Mieszkanie składa się z trzech dużych pokoi, dwóch gabinetów i pomieszczeń komunikacyjnych. Położeniem odpowiada utrzymanemu w stylu Ludwika XV wersalskiemu Petit Appartement. Potomek Króla Słońce jest głównym motywem przewijającym się w wyposażeniu i obrazach. Pokoje są utrzymane w stylu neorokokowym i w przeciwieństwie do części reprezentacyjnej nie naśladują dosłownie pierwowzoru, ale jedynie czerpią z niego.
Pierwszym pokojem od strony pomieszczeń reprezentacyjnych jest sypialnia królewska, używana przez króla podczas pobytu w pałacu. Zdobione łoże stoi w alkowie, oddzielone niewysoką balustradą od reszty pokoju. Choć wystrój może się równać z sypialnią w części reprezentacyjnej, to pomieszczenie jest mniejsze. Stylistycznie nawiązuje do stworzonego na potrzeby pałacu Linderhof „drugiego rokoko”. Z białymi i złotymi powierzchniami kontrastują ciemnoniebieskie elementy, który to kolor w Herrenchiemsee ma symbolizować Ludwika II Bawarskiego. Ukryte schody prowadzą z sypialni do położonej pod nią przebieralni i marmurowej łaźni (Marmorbad). Za sypialnią mieści się pokój do pracy. Umieszczono w nim zbudowaną w dwa lata w Paryżu (do 1884) kopię Bureau du Roi Johanna Heinricha Riesenera: biurka stanowiącego jeden z najsłynniejszych mebli wersalskiego pałacu, na które Ludwik XV musiał czekać ponad dziesięć lat. Z pracownią sąsiaduje owalna jadalnia, wzorowana na salonie w Hôtel de Soubise. Podobnie jak jadalnię w Linderhof, wyposażono ją w mechaniczną instalację typu „Stoliczku, nakryj się” – podnośnik, który pozwalał królowi spożywać posiłek bez obecności służby. Stół mógł być wraz z częścią podłogi opuszczany o jedno piętro, gdzie był nakrywany. Potrawy musiały być jednak przygotowywane w kuchni starego pałacu i przenoszone do nowego, gdyż w tym ostatnim za życia króla nie było jeszcze gotowej kuchni.
Pomieszczenia znane jako Niebieski Gabinet (Blaue Kabinett) i niedokończony Gabinet Porcelanowy (Porzellankabinett) uzupełniają część mieszkalną. Te małe saloniki służyły jako pomieszczenia do odpoczynku i okalają wewnętrzny dziedziniec (Lichthof). Reprezentacyjny żyrandol w Gabinecie Porcelanowym, podobnie jak ten z jadalni, został wyprodukowany na specjalne zamówienie w miśnieńskiej manufakturze porcelany. Na końcu północnego skrzydła znajduje się długa na 20 m Mała Sala Lustrzana, z wyróżnioną częścią wejściową i wyjściową, która doprowadza do niedokończonej północnej klatki schodowej. Odpowiednik Małej Sali Lustrzanej znajdował się także w Wersalu, ale w 1752 w trakcie przebudowy został zburzony wraz ze schodami.

## Ogrody pałacowe

### Projekty i prace przygotowawcze
Urządzenie parku pałacowego powierzono królewskiemu ogrodnikowi Carlowi von Effnerowi, uczniowi architekta specjalizującego się w ogrodach, Petera Josepha Lennégo. Pierwsze projekty von Effner przedstawił w 1875. Podobnie jak pałac, także i projekt ogrodów bazował na wersalskim pierwowzorze, ale nie był dosłownym cytatem. Zmiany były wymuszone także przez niewielkie różnice wysokości na wyspie i ograniczoną przestrzeń. Pierwotne plany nie zostały zrealizowane w całości, podobnie jak pałac, ze względów finansowych.
Zaprojektowany wedle reguł klasycznych ogrodów francuskich park pałacowy miał mieć formę krzyża, z centralnym punktem w postaci podwyższenia przed pałacem. Główna oś przebiegała ze wschodu na zachód i krzyżowała się z podporządkowaną jej osią biegnącą z północy na południe. Zachodni parter ogrodowy miał być dokładną reminiscencją pierwowzoru, z kopią fontann Latony i Apollona, zbiornikami wodnymi i żywopłotami przed budynkiem pałacu. Zaplanowano cztery duże i sześć mniejszych boskietów. Od północnej strony pałacu miał powstać mniejszy odpowiednik wersalskiego parteru północnego, wraz z basenem i fontanną Neptuna. Projekt południowego założenia (w pierwowzorze: Parterre du midi), parteru oranżeriowego został uszczuplony, ze względu na płaski teren, o oranżerię. Więcej swobody mieli projektanci Herrenchiemsee w przypadku wschodniej części, gdyż wersalskie ogrody od tej strony ograniczało miasto. Bawarski odpowiednik miał od wschodu przypominać Place des Armes wraz ze stajniami, a całość być otoczona ogrodami i boskietami. Długa na 900 metrów aleja, zakończona z jednej strony okrągłym placem, miała prowadzić do jeziora i przystani.
Prace nad ogrodami zaczęły się równocześnie z budową pałacu w 1878. Ziemia z wykopów posłużyła do wyrównania terenu, a w celu zaopatrzenia w wodę na wschodnim brzegu zbudowano stację pomp. Prace ziemne trwały aż do 1881 i dopiero wtedy można było rozpocząć właściwe urządzanie ogrodów. Niewystarczające finansowanie spowodowało przerwanie prac. Do śmierci króla ukończono tylko główny parter ogrodowy bez ograniczających go boskietów. Zarzucono także rozbudowę ogrodów w kierunkach północnym, wschodnim i południowym oraz budowę fontanny Apollona. Ludwik II Bawarski planował nawet zbudować kolejkę parkową kursującą wokół wyspy, ale pomysł ten nie doczekał się realizacji. Prace nad tymi fragmentami ogrodów, które były już częściowo urządzone, wznowił po przerwie następca von Effnera, Jakob Möhl i dokończył do 1890.

### Otoczenie pałacu w XXI wieku
Ogród jest w większości identyczny z zaprojektowaną w XVII wieku przez André Le Nôtre’a główną osią w Wersalu. Ogrody pałacowe w środkowej części wyspy Herrenchiemsee zajmują prostokąt o wymiarach ok. 120×400 m, w którego wschodniej trzeciej części znajduje się pałac. Założenie okala lipowa aleja. Lipami obsadzono także drogę od wschodu i kanał prowadzący do jeziora od zachodniej strony ogrodu. W ramach przygotowań do mającej się odbyć w 2010 bawarskiej wystawy ogrodniczej (Landesgartenschau) obsadzono ogrody na nowo. Oprócz ponad 10 000 kwiatów wystawiono liczne cytrusy, istniejące jeszcze w XIX-wiecznych planach.
Przed pałacem znajdują się dwa duże zbiorniki wodne, które tworzą wodną część parteru ogrodowego. Zbiorniki fontann Famy i Fortuny prawdopodobnie były gotowe jeszcze za życia Ludwika Bawarskiego. Okazały się jednak nieszczelne i po jego śmierci obsadzone trawą. Stan pierwotny przywrócono w latach 1991–1994. Centralnie umieszczone personifikacje szczęścia i sławy nie powstały na wzór Wersalu, ale były zainspirowane wodotryskami z Pałacu Królewskiego w La Granja de San Ildefonso, „hiszpańskiego Wersalu”. Przez dziesięciolecia fontanny nie działały i zostały w 1994 odnowione, by odtąd mogły być uruchamiane w miesiącach letnich. W pobliżu przejścia do fontanny Latony znajdują się dwa mniejsze marmurowe wodotryski w formie lwów, przyozdobione posągami Diany, Wenus, Amfitryty i Flory.
Poniżej znajdują się schody prowadzące do owalnej fontanny Latony i rozciągającego się przed nią trawnika z licznymi rabatami kwiatowymi. Od ogrodu rozciąga się na zachód murawa w kierunku nieukończonej fontanny Apollona. Obie fontanny mogą stanowić alegorie króla Ludwika XIV, Króla Słońce, który był często porównywany do boga światła, Apollona. W miejscu, w którym w ogrodach wersalskich rozpoczyna się Wielki Kanał, w Herrenchiemsee także rozpoczyna się jego mniejszy odpowiednik prowadzący w kierunku jeziora. Po obniżeniu poziomu wody w jeziorze w 1904 kanał uległ zabagnieniu, ale został oczyszczony i ponownie napełniony po regulacjach w latach 1993–1997.
Porośnięta lasem część wyspy poza ogrodami pozostała w dużej mierze w swojej pierwotnej postaci i jako tzw. park na wyspie (Inselpark) stanowi kontrast do urządzonych i pielęgnowanych ogrodów. Długa na prawie 7 kilometrów droga okala 230-hektarową wyspę, a z wielu jej punktów jest widoczny pałac i ogrody. Osie widokowe od strony pałacu kończyły się ścianą drzew i krzewów, gdyż król wyraźnie zażyczył sobie zasłonięcia widoku na otaczający jego refugium region Chiemsee.